# Florian Modlinger
Florian Modlinger (* 9. Februar 1981 in Friedberg (Bayern), Deutschland) ist ein deutscher Motorsportingenieur und -manager, der derzeit Gesamtprojektleiter Formel E bei Porsche ist und zuvor Technischer Direktor und Director of Operations bei Abt Sportsline und Technischer Direktor DTM bei Audi Motorsport war.

## Karriere

### 2005–2010
Modlinger schloss sein Studium an der Technischen Universität München mit einem Diplom in Maschinenbau ab. Seine Motorsportkarriere begann 2005 bei Götz Motorsport in der VLN und beim 24-Stunden-Rennen auf dem Nürburgring. Im Jahr 2008 unterstützte er das Hybrid-Apollo-Projekt des ehemaligen F1 Fahrers Heinz-Harald Frentzen beim 24-Stunden-Rennen auf dem Nürburgring. Am Ende des Jahres wechselte Modlinger zu Alpina in seine erste Vollzeitstelle im Motorsport als Renningenieur / Entwicklungsingenieur Aerodynamik und Projekt Manager. Er war in diesen Funktionen in der FIA GT3 European Championship, ADAC GT Masters, VLN und beim 24-Stunden-Rennen auf dem Nürburgring im Einsatz.

### 2010–2012
Im Jahr 2010 war Modlinger als Freiberufler bei Maserati als Renningenieur und technischer Leiter der Maserati Customer Teams Triple H Team Hegersport und Vitaphone Racing Team tätig. Am Ende der Saison stand der Gewinn des Fahrerweltmeister- und Teamweltmeistertitels in der FIA-GT1-Weltmeisterschaft 2010 zu Buche. Neben seiner Arbeit bei Maserati war er weiterhin für Alpina im Einsatz und war dort in der ADAC GT Masters als Renningenieur der #14 von Alpina Customer Team S-Berg Racing tätig, zusätzlich begann er im November 2010 bei BMW Motorsport als Aerodynamiker / Entwicklungs- und Track Aero-Ingenieur für DTM/GT3/GT2 zu arbeiten. Im Jahr 2011 war Modlinger nebenberuflich zu seiner BMW-Tätigkeit beim Need for Speed Team Schubert als Renningenieur in der FIA GT3, VLN und beim 24-Stunden-Rennen auf dem Nürburgring im Einsatz, zusätzlich war Modlinger noch bei Marc VDS als Renningenieur beim letzten Saisonlauf der FIA-GT1-Weltmeisterschaft Saison 2011 in San Luis tätig.

### 2012–2013
Im Jahr 2012 war Modlinger als Track Aero-Ingenieur beim großen DTM-Comeback von BMW bei Tests tätig. Er wirkte dabei mit in der Comeback-Saison alle drei in einer Saison möglichen DTM-Titeln, darunter zählten Fahrermeisterschaft, Teammeisterschaft und Herstellermeisterschaft zu gewinnen.

### 2013–2018
Zum 1. Januar 2013 wechselte Modlinger von BMW Motorsport zu Audi Sport. Im ersten Jahr war er Renningenieur von Mattias Ekström und Testingenieur. Er gewann in der DTM-Saison 2013 mit Audi die Fahrermeisterschaft. Im Jahr 2014 war er weiterhin der Renningenieur von Mattias Ekström, hinzu kam noch die Aufgabe als Testeinsatzleiter. Er gewann mit Audi in der DTM-Saison 2014 die Herstellermeisterschaft. Er begann im selben Jahr nebenberuflich im EKS-WRX-Projekt als Spotter und Renningenieur von Mattias Ekström zu arbeiten. Im Jahr 2015 blieb alles unverändert, aber leider ohne einen Titelgewinn. Im Jahr 2016 stieg Modlinger zum DTM Renn- und Testeinsatzleiter auf, blieb aber gleichzeitig der Renningenieur von Mattias Ekström, zusätzlich übernahm er im EKS-WRX-Projekt die technische Leitung. Es folgte eines der erfolgreichsten Jahre in seiner Laufbahn mit dem Gewinn der Fahrerweltmeisterschaft und Teamweltmeisterschaft in der FIA-Rallycross-Weltmeisterschaft und der Teammeisterschaft und Herstellermeisterschaft in der DTM. Im Jahr 2017 erfolgte der nächste Karriereschritt von Modlinger. Er wurde der Technische Direktor des DTM-Projekts von Audi Motorsport. Es folgte die beste DTM-Saison von Audi seit Jahren. Als Technischer Direktor führte Modlinger Audi zu allen in einer Saison möglichen Titeln, darunter zählten Fahrermeisterschaft, Teammeisterschaft und Herstellermeisterschaft. Nach diesem überragenden Erfolg verließ er Audi Motorsport am Ende des Jahres und wechselte zu ABT Sportsline.

### 2018–2022
Am 1. Januar 2018 begann Modlinger mit seiner Arbeit als Technischer Direktor bei ABT Sportsline. Er verantwortet den gesamten technischen Bereich Motorsport, dazu gehört der Formel-E- und DTM-Werkseinsatz für Audi. Zusätzlich ist er Head of Track Operations im Audi Sport ABT Schaeffler Formula E Team. Zur 4. Saison stieg Audi werksseitig in die Formel E ein. Modlinger gewann mit dem Audi Sport ABT Schaeffler Formula E Team auf Anhieb mit einer Aufholjagd in der zweiten Saisonhälfte noch die FIA-Formula-E-Teammeisterschaft. Am 10. Juli 2019 gab ABT Sportsline den Einstieg in die neue rein elektrische Rennserie Extreme E bekannt. Am 6. September 2019 übernahm Modlinger zusätzlich zu seiner Tätigkeit als Technischer Direktor die Position Director of Operations. Modlinger verantwortet somit die Technik und den Einsatz aller Motorsport-Projekte bei ABT Sportsline. Am 14. September 2020 gab ABT Sportsline für sein Extreme-E-Projekt als Partner die sportliche Automarke Cupra bekannt. Durch diese Kooperation kehrt der Cupra-Markenbotschafter Mattias Ekström als Pilot zu seiner alten DTM-Mannschaft ABT Sportsline zurück. Am 11. Oktober 2020 feierte ABT Sportsline unter der Leitung von Modlinger vier Rennen vor Schluss in Zolder die fünfte DTM Team-Meisterschaft in seiner Geschichte. Am 10. Dezember 2020 gab ABT Sportsline die Verpflichtung der Rennfahrerin Claudia Hürtgen für das Extreme-E-Projekt bekannt. Hürtgen wird sich das Fahrzeug mit Mattias Ekström teilen. In der DTM-Saison 2021 holte ABT Sportsline unter der Führung von Modlinger insgesamt 9 Podiumsplatzierungen darunter 4 Rennsiege. ABT Sportsline war bis zum letzten Rennen am Norisring im Titelkampf vertreten. In der Extreme-E-Meisterschaft 2021 war das beste Ergebnis ein zweiter Platz beim Island E-Prix. Dies war einigen Unfällen und vielen technischen Problemen geschuldet. Hinzu kam noch, dass Claudia Hürtgen aus gesundheitlichen Gründen den zweiten Saisonlauf auslassen musste, sie wurde von Jutta Kleinschmidt vertreten. Nach dem Rennen gab ABT Cupra bekannt, dass Kleinschmidt auch die restlichen Saisonrennen für das Team bestreite.

### 2022–2023
Nach sehr vielen erfolgreichen Jahren verließ Modlinger Anfang des Jahres ABT Sportsline und wechselte zu Porsche Motorsport. Am 21. Januar 2022 bestätigte Porsche Florian Modlinger als Gesamtprojektleiter des Formel-E-Projekts. Unter seiner Führung gelang schon am zweiten Rennwochenende der größte Erfolg der Marke Porsche in der Formel E. Es war ein überlegener Doppelsieg mit über 9 Sekunden Vorsprung im Ziel. Dies ist in der Formel E eine Welt. Zugleich war es der erste Sieg überhaupt von Porsche in der Formel E. Am 13. Mai 2022 wurde von Porsche und Andretti eine Zusammenarbeit ab der kommenden Saison bekanntgegeben. Andretti ist das erste Porsche-Kundenteam in der Formel E.

### 2023–2024
Für die Formel-E-Saison 9 wurde eine komplett neue Fahrzeuggeneration entwickelt. Das erste Formel-E-Rennen der neuen Saison wurde in Mexiko-Stadt ausgetragen und war gleichzeitig der erste Einsatz für Ihn. Wie schon im vergangenen Jahr dominierte Porsche das Geschehen. Porsche-Kundenteam Pilot Jake Dennis gewann vor Porsche-Werksfahrer Pascal Wehrlein. Alle vier von einem Porsche Antriebsstrang angetriebenen Fahrzeuge kamen im Rennen unter die Top 7. Das zweite Rennwochenende der Formel E war ein Double-Header, also zwei Rennen an einem Rennwochenende. Schauplatz war Diriyah in Saudi-Arabien. Dort folgte die nächste Porsche-Dominanz in den Rennen. Im ersten Rennen fuhr der Porsche-Werksfahrer Pascal Wehrlein gestartet von Startplatz 9 aus durchs gesamte Feld und gewann das Rennen vor dem Porsche-Kundenteam-Piloten Jake Dennis. Auch er fuhr, von Startplatz 11 kommend, ein sehr starkes Rennen. Im zweiten Rennen bot sich ein ähnliches Bild wie Tags zuvor. Der Porsche 99X Electric Gen3 war auch diesmal mit Abstand das effizienteste Fahrzeug im gesamten Feld. Wieder gewann der Porsche-Werksfahrer Pascal Wehrlein vor dem Porsche-Kundenteam-Piloten Jake Dennis. Am Ende der Saison wurde Jake Dennis Fahrer-Weltmeister und Pascal Wehrlein Vierter. In der Teamwertung erreichten Andretti und das Porsche Werksteam die Plätze drei und vier hinter den beiden Jaguar-Teams.